# Ecsenius australianus
Ecsenius australianus är en fiskart som beskrevs av Springer, 1988. Ecsenius australianus ingår i släktet Ecsenius och familjen Blenniidae. Inga underarter finns listade i Catalogue of Life.